# Krzywa J
Krzywa J (efekt J) – wykres przedstawiający opóźnienie czasowe, z jakim realna deprecjacja (dewaluacja) waluty poprawia stan rachunku obrotów bieżących. Nazwa pochodzi od kształtu przebiegu krzywej (ukazującej tę zależność), która początkowo opada, a następnie rośnie na podobieństwo litery „J”.

## Przyczyny efektu J
Początkowy wpływ deprecjacji (dewaluacji) na bilans płatniczy może być mylący, ponieważ zmiany ilości eksportu i importu reagują na zmiany konkurencyjności z opóźnieniem (dzieje się tak z różnych powodów: czasu potrzebnego na powtórne skalkulowanie cen, istnienia kontraktów z określonymi z góry cenami itp.), natomiast terms of trade pogarszają się w wyniku wzrostu kursu walutowego natychmiast, jeśli ceny eksportu i importu w walutach ich kraju pochodzenia pozostają stałe. Dopiero po pewnym czasie powstaną korzystne efekty ilościowe, które – jeśli spełniony jest warunek Marshalla-Lernera – przewyższą niekorzystne efekty dotyczące terms of trade. Tak więc krzywa ukazująca stan bilansu płatniczego na przestrzeni czasu początkowo opada, a następnie rośnie.